# Oncocalyx doberae
Oncocalyx doberae là một loài thực vật có hoa trong họ Loranthaceae. Loài này được (Schweinf.) A.G. Mill. & J. Nyberg mô tả khoa học đầu tiên năm 1994.